# Anna Grzegorczyk
Anna Władysława Grzegorczyk – polska filozof, profesor nauk humanistycznych, profesor Państwowej Wyższej Szkoły Zawodowej w Koninie Wydziału Społecznego i Technicznego, Wydziału Antropologii i Kulturoznawstwa Uniwersytetu im. Adama Mickiewicza w Poznaniu, Centrum Badań im. Edyty Stein Uniwersytetu im. Adama Mickiewicza w Poznaniu, oraz Wyższej Szkoły Nauk Humanistycznych i Dziennikarstwa w Poznaniu.

## Życiorys
Obroniła pracę doktorską, w 1992 habilitowała się na podstawie oceny dorobku naukowego i pracy zatytułowanej Niekartezjańskie współrzędne w dzisiejszej humanistyce. 17 listopada 2003 nadano jej tytuł profesora w zakresie nauk humanistycznych. Objęła funkcję profesora zwyczajnego w Instytucie Pracy Socjalnej w Państwowej Wyższej Szkole Zawodowej w Koninie na Wydziale Społecznym i Technicznym, na Wydziale Antropologii i Kulturoznawstwa Uniwersytetu im. Adama Mickiewicza w Poznaniu,Centrum Badań im. Edyty Stein na Uniwersytecie im. Adama Mickiewicza w Poznaniu, a także w Wyższej Szkole Nauk Humanistycznych i Dziennikarstwa w Poznaniu.
Piastowała stanowisko zastępcy dyrektora w Instytucie Kulturoznawstwa na Wydziale Nauk Społecznych Uniwersytetu im. Adama Mickiewicza w Poznaniu, członka Komitetu Nauk o Kulturze Polskiej Akademii Nauk.
Jest dyrektorem w Centrum Badań im. Edyty Stein UAM.

## Publikacje
- 1998: Idąc za Greimasem[2]
- 2002: Filozofia nieoczekiwanego : między fenomenologią a hermeneutyką[2]
- 2004: Filozofia światła Edyty Stein[2]
- 2008: W kręgu wartości dla innych[2]